# ساریز
ساریز (به ترکی استانبولی: Sarız، به کردی: Sarîz) یک منطقهٔ مسکونی در ترکیه است که در استان قیصریه واقع شده‌است.